# Amphoe Si Narong
Amphoe Si Narong (Thai: อำเภอ ศรีณรงค์) ist ein Landkreis (Amphoe – Verwaltungs-Distrikt) in der Provinz Surin. Die Provinz Surin liegt in der Nordostregion von Thailand, dem so genannten Isan.

## Geographie
Amphoe Si Narong grenzt an die folgenden Distrikte (von Süden im Uhrzeigersinn): an die Amphoe Sangkha, Lamduan und Sikhoraphum in der Provinz Surin, sowie an die Amphoe Prang Ku und Khukhan der Provinz Si Sa Ket.

## Geschichte
Si Narong wurde am 1. April 1995 zunächst als „Zweigkreis“ (King Amphoe) eingerichtet, indem seine fünf Tambon vom Amphoe Sangkha abgetrennt wurden.
Am 15. Mai 2007 hatte die thailändische Regierung beschlossen, alle 81 King Amphoe in den einfachen Amphoe-Status zu erheben, um die Verwaltung zu vereinheitlichen.
Mit der Veröffentlichung in der Royal Gazette „Issue 124 chapter 46“ vom 24. August 2007 trat dieser Beschluss offiziell in Kraft.

## Verwaltung

### Provinzverwaltung
Der Landkreis Si Narong ist in fünf Tambon („Unterbezirke“ oder „Gemeinden“) eingeteilt, die sich weiter in 62 Muban („Dörfer“) unterteilen.
| Nr. | Name       | Thai    | Muban | Einw.  |
| --- | ---------- | ------- | ----- | ------ |
| 1.  | Narong     | ณรงค์    | 12    | 09.682 |
| 2.  | Chaenwaen  | แจนแวน  | 12    | 08.811 |
| 3.  | Truat      | ตรวจ    | 15    | 12.545 |
| 4.  | Nong Waeng | หนองแวง | 11    | 05.852 |
| 5.  | Si Suk     | ศรีสุข    | 12    | 09.258 |

### Lokalverwaltung
Es gibt fünf „Tambon-Verwaltungsorganisationen“ (องค์การบริหารส่วนตำบล – Tambon Administrative Organizations, TAO) im Landkreis:
- Narong (Thai: องค์การบริหารส่วนตำบลณรงค์)
- Chaenwaen (Thai: องค์การบริหารส่วนตำบลแจนแวน)
- Truat (Thai: องค์การบริหารส่วนตำบลตรวจ)
- Nong Waeng (Thai: องค์การบริหารส่วนตำบลหนองแวง)
- Si Suk (Thai: องค์การบริหารส่วนตำบลศรีสุข)